# Sidi Thabet
Sidi Thabet (àrab: سيدي ثابت, Sīdī Ṯābit) és una ciutat de Tunísia a la governació d'Ariana, situada uns 17 km al nord-oest de la ciutat d'Ariana i a uns 24 km de Tunis. La municipalitat té 8.909 habitants. És capçalera d'una delegació amb 20.280 habitants al cens del 2004.

## Economia
La seva activitat és principalment agrícola, amb cultiu majoritari de cereals. Té una zona industrial establerta pel govern amb presència de la indústria farmacèutica.

## Geografia
El riu Medjerda passa a poca distància al nord de la ciutat.

## Administració
És el centre de la delegació o mutamadiyya homònima, amb codi geogràfic 12 55 (ISO 3166-2:TN-12), dividida en cinc sectors o imades:
- Sidi Thabet (12 55 51)
- Bejaoua (12 55 52)
- Mongi Slim (12 55 53)
- Cebalet Ben Ammar (12 55 54)
- Chorfech (12 55 55)

Al mateix temps, forma una municipalitat o baladiyya (codi geogràfic 12 15) que s'estén pels cinc sectors o imades de la delegació o mutamadiyya.